# Sparbanken Skåne Arena
Sparbanken Skåne Arena (wcześniej Färs & Frosta Sparbank Arena) – hala sportowa w mieście Lund w Szwecji. Jest używana w szczególności do zawodów piłki ręcznej, swoje mecze grają w niej zespoły H 43 Lund oraz LUGI HF. Jej pojemność podczas widowisk sportowych wynosi około 3000 widzów. Hala była jednym z 8 obiektów Mistrzostw Świata w Piłce Ręcznej Mężczyzn 2011. 